# Così fan tutti
Così fan tutti (Comme une image) è un film del 2004 scritto, diretto ed interpretato da Agnès Jaoui.
Presentato in concorso al 57º Festival di Cannes, ha vinto il premio per la migliore sceneggiatura.

## Trama
Lolita è infelice e in sovrappeso, Etienne è uno scrittore famoso ed egocentrico, Pierre si crede un fallito, mentre Sylvia, sua moglie, insegnante di canto frustrata, lo stima profondamente ma detesta i suoi allievi, finché non scopre che fra questi c'è Lolita, la figlia del suo scrittore preferito...

## Riconoscimenti
- Festival di Cannes 2004: premio per la migliore sceneggiatura
- European Film Awards 2004: miglior sceneggiatura
- Premi Lumière 2005: migliore promessa femminile (Marilou Berry)